# Monte Terza Grande
Il Monte Terza Grande è una montagna delle Alpi Carniche.

## Descrizione
La montagna, con i suoi 2586 metri sul livello del mare, è la settima fra le più alte cime delle Alpi Carniche, dopo Coglians, Creta delle Chianevate, Peralba, Cavallino, Cima Vanscuro e Palombino,  appartenente al gruppo delle Dolomiti Pesarine, al quale appartengono anche i sottogruppi del Clap e del Siera-Creta Foràta, ergendosi tra i comuni di Santo Stefano di Cadore, Sappada e Vigo di Cadore, tra il Comelico, l'Oltrepiave e la provincia di Udine. 
È il più alto del Sottogruppo delle Terze (al quale appartengono anche il Monte Terza Media, alto 2434 metri, e il Monte Terza Piccola, alto 2333 metri). Con la sua imponente parete nord domina la Val Frison e l'abitato di Campolongo: unita al Monte Terza Media dalla Cresta della Croda Casara, la Terza grande è separata dalla Cresta di Enghe dal Passo di Oberenghe, ben visibile specialmente da Sappada. Vista dai laghi d'Olbe sopra Sappada, la sua forma è simile a quella di una piramide e la sua roccia è particolarmente chiara con marcate caratteristiche dolomitiche. La cima fu raggiunta per la prima volta nel 1820 da alcuni topografi.